# Lê Phương Thảo
Lê Phương Thảo (sinh năm 1997) là một nữ vận động viên bắn cung người Việt Nam.

## Thời trẻ
Lê Phương Thảo quê ở tỉnh Hải Dương, từ nhỏ sống cùng với mẹ. Năm 2010, khi đang học tập ở trường Trung học cơ sở Hoàng Tân (Chí Linh, Hải Dương), cô được các huấn luyện viên Trung tâm đào tạo, huấn luyện và thi đấu thể thao tỉnh Hải Dương tuyển chọn cho bộ môn bóng chuyền nhưng bị mẹ từ chối. Năm 2011, cô lại được trung tâm tuyển chọn cho môn bắn cung. Sau nhiều lần thuyết phục, Phương Thảo được mẹ cho phép thử sức.

## Quá trình thi đấu
Năm 2014, Lê Phương Thảo lần đầu tiên tham dự Đại hội Thể dục thể thao toàn quốc. Năm 2018, ở Cúp bắn cung châu Á (Bangkok 2018 Asia Cup), cô cùng các đồng đội Châu Kiều Oanh, Nguyễn Thị Nhật Lệ giành huy chương vàng bộ môn cung 3 dây đồng đội nữ, sau khi đánh bại đội nữ Kazakhstan.
Năm 2019, ở SEA Games 30 tổ chức tại Manila (Philippines), Lê Phương Thảo cùng các đồng đội Châu Kiều Oanh và Nguyễn Tường Vi giành huy chương đồng bộ môn cung 3 dây đồng đội nữ. Năm 2020, ở Cúp bắn cung châu Á (Bangkok 2020 Asia Cup), Phương Thảo cùng các đồng đội Châu Kiều Oanh, Nguyễn Linh Chi giành huy chương vàng bộ môn cung 3 dây đồng đội nữ; cùng đồng đội Nguyễn Văn Đầy giành huy chương bạc bộ môn cung 3 dây đôi nam, nữ.
Năm 2021, ở SEA Games 31 tổ chức tại Hà Nội, Phương Thảo cùng các đồng đội Nguyễn Thị Hải Châu, Lê Phạm Ngọc Anh đoạt huy chương bạc bộ môn cung 3 dây đồng đội nữ. Phương Thảo cũng giành quyền thi đấu trận chung kết bộ môn cung 3 dây cá nhân nữ, nhưng chỉ giành được huy chương bạc khi thua Loh Tze Chieh Contessa của đội tuyển Singapore.